# صقراوات
الصقراوات (الاسم العلمي: Falconinae)، فصيلة فرعية (أسرة) من الصقور الجارحة تضم 44 نوعا في ثلاثة أجناس. وهي تشمل كل من الصقور النموذجية أو الصقير (Microhierax)، والصقور الأقزام (Polihierax)، والصقور (Falco). في عام 2015 أعطت البيانات الجزيئية دعما في حمع هذه الأجناس، مع كون "الصقور الأقزام" لها علاقة شبه عرقية بـ"الصقور". الصقراوات وشقيقتها الأشبورية انفصلتا عن صائدات الأفاعي قبل حوالي 30.2 مليون سنة في فترة الأوليغوسيني. انفصلت الصقور عن "الأشبورية" منذ حوالي 20 مليون سنة في فترة الميوسيني.